# Soesilarishius cearensis
Soesilarishius cearensis – gatunek pająka z rodziny skakunowatych.
Gatunek ten opisany został w 2013 roku przez Gustavo Ruiza na podstawie parki okazów.
Skakun o ciele długości między 2,6 a 2,7 mm. Samiec ma ciemnobrązowy z białymi łuskami karapaks, a samica żółty z czarnym regionem głowowym i jasnobrązowym tyłem. U samców szczękoczułki, warga dolna, sternum i endyty są ciemnobrązowe, u samicy zaś żółte. Odnóża są ciemnobrązowo-żółte. Opistosoma jest ciemnobrązowa z białymi łuskami na przedniej krawędzi i parą jasnych znaków z tyłu, a u samicy jeszcze z kremowym spodem. Kądziołki przędne samca są ciemnobrązowe, a samicy żółte. Samiec ma wydłużony i silnie zakrzywiony, wyrastający z hematodochy embolus, nerkowate tegulum i krótką, zakrzywioną brzusznie apofizę retrolateralną. Samica ma epigyne z nieco rozbudowaną kieszonką środkową i małymi otworami kopulacyjnymi oraz małe spermateki.
Pająk neotropikalny, znany tylko z Floresta Nacional do Araripe w brazylijskim stanie Ceará.